# Thomas Saleh
Thomas Saleh, OFMCap (3 de maio de 1879 - 28 de fevereiro de 1917), nascido Jirays H̱anā S̱āleẖ, nome religioso Thūmā de B'abdāt, foi um padre maronita libanês. Saleh trabalhou com Leonardo Melki e assim como ele foi preso, torturado e morreu durante o genocídio perpetrado pelo Império Otomano. Foi beatificado pelo Papa Francisco em 2022, junto com Melki.

## Biografia
Saleh nasceu em B'abdāt como o quinto de seis filhos e foi batizado na semana anterior à sua confirmação em 19 de novembro de 1893. Decidiu se juntar aos capuchinhos e foi enviado para estudar no seminário de Santo Estevão, próximo de Istambul, em 28 de abril de 1895, onde realizou seu período de noviciado. Foi investido no hábito em 2 de julho de 1899, fez sua profissão religiosa inicial em 2 de julho de 1900 e a profissão perpétua solene em 2 de julho de 1903. Foi ordenado sacerdote em 4 de dezembro de 1904, após completar sua educação filosófica e teológica em Buca.
Saleh foi inicialmente designado para trabalhar nas missões na Mesopotâmia em Mardim, onde trabalhou com Leonardo Melki, e se dedicou à escola missionária após concluir seus exames finais em 23 de abril de 1906. Ele também se tornou um pregador reconhecido e administrou os sacramentos aos pobres em diferentes lugares, como Carpute, e colaborou com a Ordem Terceira de São Francisco. Em 1910, foi transferido para Diarbaquir, mas foi expulso da área devido à situação política crítica ao lado de outros missionários e freiras em 22 de dezembro de 1914, o que o forçou a se mudar para Urfa.
Com a eclosão da Primeira Guerra Mundial e o início do genocídio armênio e do genocídio assírio, causando o aumento da perseguição contra os cristãos, a situação de Frei Saleh se tornou perigosa; ainda assim, ele continuou seu apostolado. Ele se escondeu em um convento com um padre armênio, mas não conseguiu impedir a prisão desse padre em 24 de setembro de 1916. Essa prisão fez a polícia suspeitar de Saleh e decidir monitorá-lo. Saleh soube que seu amigo Leonardo Melki havia sido morto em junho de 1915. A polícia fez uma busca no convento e descobriu um pequeno revólver, que havia sido plantado para poderem fazer uma prisão justificada. Assim, o frei foi preso em 4 de janeiro de 1917, maltratado na prisão e trancado com prisioneiros infectados a ponto de contrair tifo, o que fez com que sua constituição enfraquecida se deteriorasse ainda mais.
Durante o tempo na prisão, seus captores tentarem fazer Saleh renunciar à sua fé e se converter ao islamismo, o que ele recusou. Após suportar repetidas transferência de prisões e marchas da morte com outros prisioneiros, Saleh morreu de sua doença e de exaustão em 28 de fevereiro de 1917 em Cacramanemaraxe.

## Beatificação
A Santa Sé reconhece que os capuchinhos Leonardo Melki e Saleh foram vítimas dos genocídios promovidos pelo Império Otomano e que o "martírio material dos dois Beatos está suficientemente provado":
Em relação ao martírio formal ex parte persecutoris, a motivação para a eliminação dos dois religiosos foi o odium fidei. A perseguição também foi motivada por interesses políticos, porém os pedidos insistentes para que os prisioneiros se convertessem ao islamismo, abjurando sua fé para salvar suas vidas, não deixam dúvidas sobre isso. [...] Mesmo para P. Saleh é possível detectar o odium fidei nas várias tentativas usadas pelos carcereiros para forçá-los a se retratar. Até mesmo a ferocidade particular praticada contra os prisioneiros indica um profundo ódio dos perseguidores para com aqueles que testemunharam a fidelidade a Cristo.

Quanto ao martírio formal ex parte victimarum, desde o início da perseguição religiosa os dois Beatos estavam cientes de que poderiam enfrentar o sacrifício supremo por causa de sua fé.
Tal como Leonardo Melki, a causa de beatificação de Padre Saleh foi conduzida pela sé de Beirute dos Latinos, desde 2005, quando foi transferida do foro do Vicariato Apostólico da Anatólia. O “nihil obstat” foi dado em 24 de março de 2006, pela Congregação para as Causas dos Santos, reconhecendo-o, portanto, como Servo de Deus; depois disso, o inquérito diocesano transcorreu de fevereiro de 2007 a outubro de 2009. Um inquérito complementar foi realizado entre outubro-dezembro de 2011, resultando no decreto sobre a validade do inquérito diocesano em 1 de outubro de 2012. Após sessão de consultores históricos, em 2017, a Positio foi publicada, declarando o capuchinho como Venerável. Após os passos seguintes na Cúria em 2019 e 2020, o Papa Francisco assinou um decreto em 27 de outubro de 2020 que determinou que Saleh morreu ex aerumnis carceris ("das dificuldades do encarceramento") e poderia ser beatificado.

Os padres Leonardo Melki e Thomas Saleh foram beatificados em 4 de junho de 2022, no convento das Irmãs Franciscanas da Cruz de Jal el-Dib, em Beirute, fundado pelo beato capuchinho Tiago de Ghazir (Khalil Al-Haddad). A cerimônia foi presidida pelo Cardeal Marcello Semeraro, prefeito do Dicastério para as Causas dos Santos e Enviado Papal para a proclamação da Carta Apostólica na qual o Papa Francisco proclamou os dois frades capuchinhos como “heroicos missionários do Evangelho de Jesus Cristo” e fixou sua memória litúrgica em 10 de junho.